# Isola Comacina

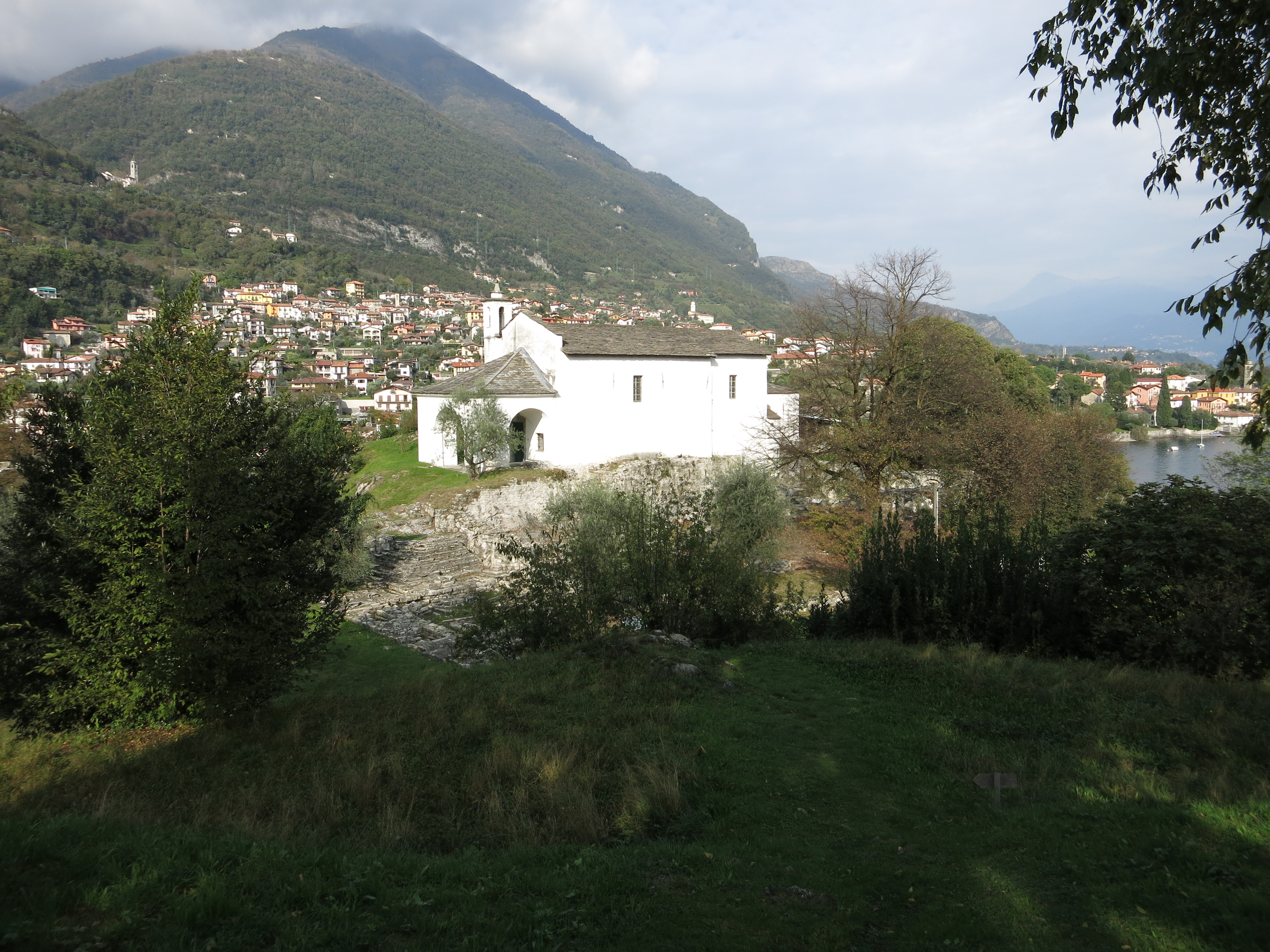
Die Kirche San Giovanni

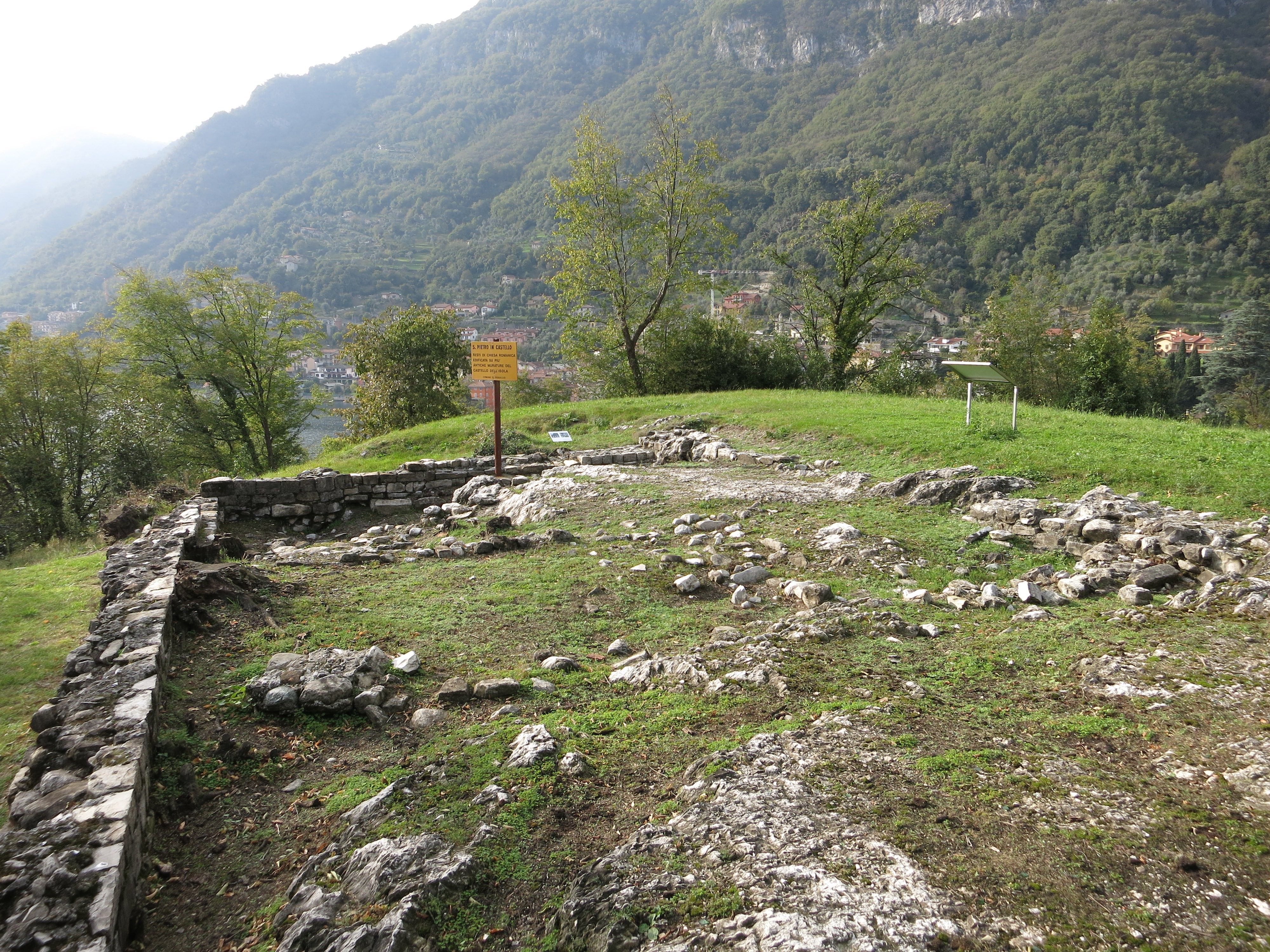
Reste der Kirche San Pietro in Castello

Die Isola Comacina ist die einzige Insel im Comer See in der Provinz Como in der Lombardei. Sie liegt gegenüber den Dörfern Ossuccio und Sala Comacina. Sie gehört zur Gemeinde Tremezzina.

## Geographie
Die Insel erreicht eine Höhe von 239 m s.l.m., d. h. 43 Meter über dem Seespiegel.
Auf der etwa 500 m langen, maximal 120 m breiten Insel befindet sich die Kirche San Giovanni. Außerdem sind auf der Insel Reste der Basilika S. Eufemia, die im 12. Jahrhundert zerstört wurde, erhalten. Ausgrabungen haben Mosaike aus der Römerzeit ans Licht gebracht.
Auf dem höchsten Punkt der Insel befinden sich Reste der Kirche San Pietro in Castello. Diese ist im 12. Jahrhundert textlich bezeugt und wurde über einer älteren Befestigungsanlage errichtet.
Die Insel ist von Menaggio mit dem Schiff und von Sala Comacina mit einer kleinen Fähre erreichbar.

## Geschichte
Die Insel war in der Hauptsache vom 6. bis zum 12. Jahrhundert von Menschen bewohnt. Als Mailand im Jahr 569 an die Langobarden fiel, brachten die Reichen aus Como und Umgebung ihre Schätze auf der bis dahin kaum bewohnten Insel in Sicherheit. Innerhalb kurzer Zeit wurden Festungen, Häuser und Kirchen gebaut. Die Insel gewann nun eine gewisse politische Bedeutung. Die Oströmer unter Führung eines Francio wurden von Langobarden angegriffen. Ein Heer belagerte die Insel sechs Monate lang. Dort hatten sich über 20 Jahre nach Beginn der Eroberung Italiens durch die Langobarden (568) oströmische Einheiten gehalten. Sie übergaben im Jahr 588 oder 589 die Insel an König Authari (584–590). Dieser ließ Francio mit Frau und Besitz nach Ravenna abziehen, das noch zu Ostrom gehörte. Auf der Insel fanden sich dort in Sicherheit gebrachte Reichtümer einiger Gemeinden, wie Paulus Diaconus berichtet.
Paulus Diaconus nennt die Insel gleich an vier Stellen im Zusammenhang mit späteren Kriegshandlungen. Die Insel blieb nämlich weiterhin ein Refugium des Widerstands gegen die Königsherrschaft. Zunächst schloss Gaidulf, der Herzog von Bergamo, nach einer Rebellion zwar Frieden mit König Agilulf (590–615). Danach jedoch verschanzte er sich wieder, diesmal auf der Isola Comacina, musste aber von dort gleichfalls fliehen. Auch umgekehrt kam es, wie im Fall Cunincperts (688–700), dazu, dass sich ein Langobardenkönig dorthin flüchten musste. Auch war die Insel eine Etappe auf der Flucht Ansprands, des Vaters des späteren Langobardenkönigs Liutprand (712–744), auf seinem Weg nach Bayern, von wo 712 die Rückgewinnung des Reiches gelang.
Mit der fränkischen Herrschaft ab 774 kam die Insel an den Herzog von Lecco, Mitte des 10. Jahrhunderts unterhielt der Bischof von Como dort eine Festung. Doch entfernte sich die Insel bald vom Bischof und von der Stadt Como und verband sich mit Mailand.
1118 begann der zehnjährige Krieg zwischen Mailand und Como. 1119 unterlag Comos Flotte den Mailändern, die 1127 endgültig siegten. Die Inselbewohner und die Mailänder plünderten daraufhin gemeinsam Como. Mit Friedrich Barbarossa, der Mailand bekämpfte, wendete sich das Blatt. Mit den drei Pfarreien, Dongo, Gravedona und Sorico, gelang es Como, die Insel zu überfallen und 1169 vollständig zu zerstören. Die Einwohner wurden vertrieben, die meisten siedelten sich um den See, insbesondere in Varenna an. Das Kapitel von S. Eufemia ging nach Balbiano.
Im Jahr 1175 verbot Friedrich Barbarossa mit einem Dekret den Wiederaufbau von Kirchen, Festungen und Häusern. Die Insel blieb danach unbewohnt, zumal Bischof Vidulfo einen Fluch aussprach. Danach wurde die Insel vom Bistum an die Familie Vacana weitergegeben.
Der Besitzer, Augusto Giuseppe Caprani, beschloss 1914, die Insel an Albert I., den König von Belgien, zu vermachen. Im Mai 1920 schenkte dieser die Insel wiederum dem italienischen Staat, unter der Bedingung, dort ein Künstlerrefugium zu schaffen. Die daran hängenden Aufgaben übernahm die Accademia di Brera und die Akademie der Schönen Künste von Brüssel. Pietro Lingeri entwickelte schließlich den Plan einer Künstlerinsel; so entstanden 1939 drei Häuser im Stil des Italienischen Rationalismus. Sie wurden im Jahr 2010 restauriert. Eine Stiftung Belgiens und Italiens unterstützte Künstler aus beiden Ländern.
Eine erste Grabungskampagne erfolgte unter Aufsicht des Historikers und Archäologen Ugo Monneret de Villard im Jahr 1914, der die Kirche S. Eufemia wiederentdeckte. Weitere fünf Kampagnen fanden zwischen 1958 und 1978 statt. Sie wurden von dem Architekten Luigi Mario Belloni und seiner Frau Mariuccia Zecchinelli geleitet. Dabei wurden römische Säulen, die heute besichtigt werden können, unter der Kirche San Giovanni Battista (17. Jahrhundert) entdeckt. Auch fand sich das Fundament eines römischen Turmes, möglicherweise gehörte dies zum Glockenturm der Basilika S. Eufemia. Hinzu kamen zahlreiche frühmittelalterliche Überreste.

## Sehenswürdigkeiten
- Basilika Sant’Eufemia[7][8]
- Kirche San Giovanni.